# Silene obovata
Silene obovata är en nejlikväxtart som beskrevs av Boris Konstantinovich Schischkin. Silene obovata ingår i släktet glimmar, och familjen nejlikväxter. Inga underarter finns listade i Catalogue of Life.